# 28439 Miguelreyes
28439 Miguelreyes este un asteroid din centura principală de asteroizi.

## Descriere
28439 Miguelreyes este un asteroid din centura principală de asteroizi. A fost descoperit pe 3 ianuarie 2000 la Socorro, New Mexico, în cadrul proiectului LINEAR. Asteroidul prezintă o orbită caracterizată de o semiaxă mare de 2,76 ua, o excentricitate de 0,09 și o înclinație de 4,3° în raport cu ecliptica.